# Moncetz-l'Abbaye
Moncetz-l'Abbaye è un comune francese di 111 abitanti situato nel dipartimento della Marna nella regione del Grand Est.

## Società

### Evoluzione demografica
Abitanti censiti